# In my head
In my head is het derde soloalbum van Robert Lamm, muzikant uit Chicago. De muziekgroep Chicago deed het sinds eind jaren 1989 wat rustiger aan en zo kon Lamm tijd vrij maken voor solowerk. Hij schakelde daarbij nauwelijks muzikanten uit zijn band in.

## Musici
- Robert Lamm - zang
- John van Eps - toetsinstrumenten, basgitaar, zang, slagwerk en percussie
- Gerry Beckley, Pepe Castro, Vivian Cherry, Peter Greco, Gerard NcMahon, Vaniese Thomas, Eric Troyer, Carl Wilson – achtergrondzang
- Phoebe Snow, zang op The best thing en Swept away

## Muziek
| Nr. | Titel                                                          | Duur |
| --- | -------------------------------------------------------------- | ---- |
| 1.  | Will people ever change? (Lamm)                                | 4:08 |
| 2.  | The love you can call your own (Lamm, McMahon)                 | 4:26 |
| 3.  | Sacrificial culture (Lamm, Eps)                                | 4:48 |
| 4.  | Watching the time go by (Beckley)                              | 4:36 |
| 5.  | Sacha (Lamm)                                                   | 4:07 |
| 6.  | The best thing (Lamm, Snow)                                    | 3:46 |
| 7.  | The love of my life (Lamm, Jim Vallance)                       | 3:30 |
| 8.  | Standing at your door (Lamm, Eps)                              | 4:26 |
| 9.  | Swept away (Lamm, Snow)                                        | 4;24 |
| 10. | Sleeping in the middle of the bed (again) (Lamm, John McCurry) | 4:54 |